# Алберт Шац (музикант)
Вижте пояснителната страница за други личности с името Алберт Шац.
Алберт Шац (на немски: Albert Schatz) е германски музиколог, композитор и либретист, роден през 1839 г. и починал през 1910 г.